# Mike Burns
Michael Thomas Burns (Marlborough, 14 de setembro de 1970) é um ex-futebolista norte-americano.

## Carreira
Jogou quase toda a carreira em território ianque (com exceção do clube dinamarquês Viborg FF, emprestado pela Federação Americana de Futebol), nos times do New England Revolution, San Jose Earthquakes e Kansas City Wizards, onde encerrou a carreira, em 2002. Atuava como defensor.

## Seleção
Burns jogou as Copas de 1994, disputada em seu país, onde ficou o tempo todo no banco de reservas, e de 1998, na França, quando atuou em duas partidas.
Hoje, ele é dirigente dos Revs.